# Автошлях Т 0412
Автошля́х Т 0412 — автомобільний шлях територіального значення у Дніпропетровській області. Пролягає територією Петриківського, Царичанського, Магдалинівського, Новомосковського та Юр'ївського районів через Кам'янське — Шульгівку — Михайлівку — Котовку — Перещепине — Чернявщину — Жемчужне. Загальна довжина — 197 км.

## Маршрут
Автошлях проходить через такі населені пункти:
| Автошлях Т 0412          |           |
| Дніпропетровська область |           |
| Петриківський район      |           |
| Кам'янське               | Н08       |
| Курилівка                | Т 0414    |
| Куліші                   |           |
| Шульгівка                |           |
| Царичанський район       |           |
| Проточі                  |           |
|                          | Н31Т 0441 |
| Преображенка             | Т 0413    |
| Михайлівка               |           |
| Магдалинівський район    |           |
| Гупалівка                |           |
| Чернеччина               |           |
| Минівка                  |           |
| Котовка                  | О040410   |
| Ковпаківка               |           |
| Бузівка                  |           |
| Личкове                  |           |
| Новомосковський район    |           |
| Малокозирщина            |           |
| Козирщина                |           |
| Перещепине               | E105М18   |
|                          | Р51       |
| Багате                   |           |
| Панасівка                |           |
| Керносівка               |           |
| Ганнівка                 |           |
| Орілька                  |           |
| Юр'ївський район         |           |
| Шандрівка                |           |
| Чернявщина               |           |
| Олексіївка               |           |
| Пшеничне                 |           |
| Новотимофіївське         |           |
| Новоіванівське           |           |
| П'ятихатки               |           |
| Жемчужне                 | Т 2107    |